# Cofidis (wielerploeg)/2016
Deze pagina geeft een overzicht van de Cofidis-wielerploeg in 2016.

## Algemeen
Algemeen manager: Yvon Sanquer
Ploegleiders: Alain Deloeuil, Didier Rous, Stéphane Augé, Jean-Luc Jonrond, Jacques Decrion
Fietsmerk: Orbea
Kopmannen: Nacer Bouhanni & Luis Ángel Maté

## Transfers
| Inkomend          | Team 2015                  | Uitgaand         | Team 2016               |
| ----------------- | -------------------------- | ---------------- | ----------------------- |
| Borut Božič       | Astana Pro Team            | Adrien Petit     | Direct Énergie          |
| Arnold Jeannesson | FDJ                        | Louis Verhelst   | Roubaix Lille Métropole |
| Jérôme Cousin     | Team Europcar              | Dominique Rollin | Gestopt                 |
| Rayane Bouhanni   | AWT-GreenWay+Stage         | Romain Zingle    | Gestopt                 |
| Hugo Hofstetter   | Club Cycliste Étupes+Stage | Steve Chainel    | Onbekend                |
| Anthony Perez     | Club Cycliste Étupes       |                  |                         |

## Renners
| Naam                | Geboortedatum | Nationaliteit | Ploeg 2015                 |
| ------------------- | ------------- | ------------- | -------------------------- |
| Jonas Ahlstrand     | 16-02-1990    | Zweden        |                            |
| Yoann Bagot         | 06-09-1987    | Frankrijk     |                            |
| Nacer Bouhanni      | 16-02-1990    | Frankrijk     |                            |
| Rayane Bouhanni     | 24-02-1996    | Frankrijk     | AWT-GreenWay+Stage         |
| Borut Božič         | 08-08-1980    | Slovenië      | Astana Pro Team            |
| Loïc Chetout        | 23-09-1992    | Frankrijk     |                            |
| Jérôme Cousin       | 05-06-1989    | Frankrijk     | Team Europcar              |
| Nicolas Edet        | 02-12-1987    | Frankrijk     |                            |
| Romain Hardy        | 24-08-1988    | Frankrijk     |                            |
| Hugo Hofstetter     | 13-02-1994    | Frankrijk     | Club Cycliste Étupes+Stage |
| Arnold Jeannesson   | 16-01-1986    | Frankrijk     | FDJ                        |
| (ITT) Gert Jõeäär   | 09-07-1987    | Estland       |                            |
| Christophe Laporte  | 11-12-1992    | Frankrijk     |                            |
| Cyril Lemoine       | 03-03-1983    | Frankrijk     |                            |
| Luis Ángel Maté     | 23-03-1984    | Spanje        |                            |
| Rudy Molard         | 17-09-1989    | Frankrijk     |                            |
| Daniel Navarro      | 18-07-1983    | Spanje        |                            |
| Anthony Perez       | 22-04-1991    | Frankrijk     | Club Cycliste Étupes       |
| Stéphane Rossetto   | 06-04-1987    | Frankrijk     |                            |
| Florian Sénéchal    | 10-07-1993    | Frankrijk     |                            |
| Julien Simon        | 04-10-1985    | Frankrijk     |                            |
| Geoffrey Soupe      | 22-03-1988    | Frankrijk     |                            |
| Anthony Turgis      | 26-05-1994    | Frankrijk     |                            |
| Michael Van Staeyen | 13-08-1988    | België        |                            |
| Kenneth Vanbilsen   | 01-06-1990    | België        |                            |
| Clément Venturini   | 16-10-1993    | Frankrijk     |                            |

## Overwinningen
Ruta del Sol
2e etappe: Nacer Bouhanni
Parijs-Nice
4e etappe: Nacer Bouhanni
Classic Loire-Atlantique
Winnaar: Anthony Turgis
Ronde van Catalonië
1e etappe: Nacer Bouhanni
2e etappe: Nacer Bouhanni
Ronde van Picardië
1e etappe: Nacer Bouhanni
2e etappe: Nacer Bouhanni
Eindklassement: Nacer Bouhanni
Ronde van Luxemburg
3e etappe: Anthony Turgis
Nationale kampioenschappen wielrennen
Estland - tijdrit: Gert Jõeäär
Critérium du Dauphiné
1e etappe: Nacer Bouhanni
Ronde van Oostenrijk
2e etappe: Clément Venturini
Ronde van Poitou-Charentes
1e etappe: Nacer Bouhanni
3e etappe: Nacer Bouhanni
Ronde van de Vendée
Winnaar: Nacer Bouhanni
Mannen: 1997 · 1998 · 1999 · 2000 · 2001 · 2002 · 2003 · 2004 · 2005 · 2006 · 2007 · 2008 · 2009 · 2010 · 2011 · 2012 · 2013 · 2014 · 2015 · 2016 · 2017 · 2018 · 2019 · 2020 · 2021 · 2022 · 2023 · 2024 · 2025
Vrouwen:2022 · 2023 · 2024 · 2025